# Teva Maké
Pas d'image ? Cliquez ici

a Compétitions nationales et continentales officielles uniquement.

Dernière mise à jour le 3 avril 2025.
Teva Maké, né le 20 septembre 1988, est un joueur français de rugby à XV évoluant au poste de pilier.

## Carrière
Teva Maké, d'origine polynésienne (son père est originaire de Rapa), commence le rugby au CA Castelsarrasin en 2004, puis rejoint le centre de formation de l'US Montauban en 2006.
Il fait ses débuts professionnels lors de la saison 2010-2011 de Fédérale 1 avec son club formateur. 
A l'issue de la saison de Fédérale 1 2013-2014, il monte avec son club en Pro D2 et va découvrir cette division. Il remporte même le championnat face au RC Massy en finale la même année. Durant ses six saisons avec Montauban, il dispute 93 matches et marque 1 essai. Il est libéré en 2016 par le club à 1 an de la fin de son contrat.
Il s'engage avec Provence rugby pour la saison 2016-2017 de Fédérale 1. En janvier, il prolonge son contrat pour deux saisons supplémentaires jusqu'en 2019. Il participe à la remontée du club en Pro D2 à l'issue de la saison 2017-2018. Durant ses trois saisons avec le club provençal, il dispute 37 matches à la fois en Fédérale 1 et en Pro D2.
En mai 2019, libre de tout contrat, il s'engage avec le RC Narbonne, toujours en Fédérale 1. Il met un terme à sa carrière en mai 2021, après une blessure aux cervicales.

## Palmarès
- Vainqueur du Championnat de France de Fédérale 1 en 2014 avec l'US Montauban.